# Ctenochasmatidae
Los ctenocasmátidos (Ctenochasmatidae) son una familia de pterosaurios perteneciente al suborden Pterodactyloidea. Fue nombrada en 1928 por Franz Nopcsa para situar taxonómicamente a Ctenochasma.
En 2003, Alexander Kellner dio una definición más precisa de la familia como grupo monofilético: el grupo formado por el último ancestro común de Ctenochasma y Pterodaustro y todos sus descendientes. Sus sinapomorfias, o características compartidas, dadas por Kellner son: la extensión masiva de la boca a más de 60% de la longitud del cráneo, la posesión de un gran número de dientes, más de 150, que sirven como un colador para atrapar la comida.
Según David Unwin, una definición muy similar sugeriría que Pterodactylus está muy estrechamente relacionado con los Ctenochasmatidae dentro de Ctenochasmatoidea; sin embargo, Kellner tiene dudas sobre esa relación: el cree que el taxón hermano del grupo es el clado formado por Cycnorhamphus y Gallodactylus, incluyéndolos en otra familia, Gallodactylidae. Unwin cree que el grupo tiene dos subgrupos, las subfamilias Ctenochasmatinae y Gnathosaurinae. Los dos últimos géneros se asignan a esta subfamilia, sin embargo, en el análisis filogenético de Kellner y Brian Andres terminan excluidos de Ctenochasmatidae. Otras especies incluidas en el grupo son Beipiaopterus, Gegepterus y Eosipterus.
Las más conocidas especies sensu Kellner tienen una forma de vida como filtradores de crustáceos pequeños, que tamizaban del agua de ríos y lagos usando sus numerosos dientes. Estas formas vivieron desde el Jurásico al Cretácico inferior (Albiense). Los más antiguos restos conocidos de ctenocasmátidos se han hallado en la Formación Stonesfield Slate del Reino Unido, que data de la etapa del Bathoniense del Jurásico Medio, datada en cerca de 166 millones de años.

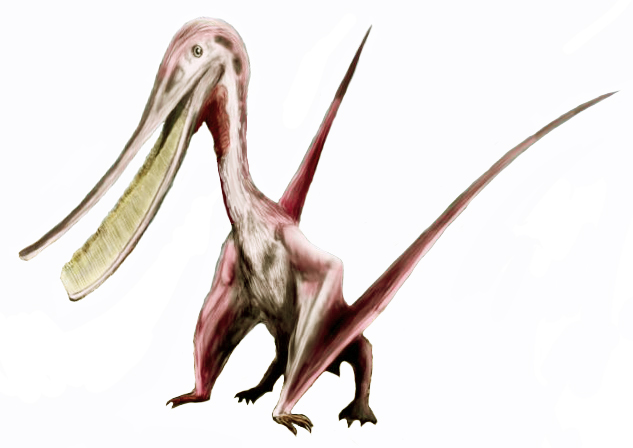
Pterodaustro

## Clasificación
Familia Ctenochasmatidae
- Elanodactylus[2]
- Gegepterus[3]
- Subfamilia Ctenochasmatinae
  - Beipiaopterus
  - Ctenochasma
  - Eosipterus
  - Pterodaustro
- Subfamilia Gnathosaurinae
  - Cearadactylus
  - Gnathosaurus
  - Huanhepterus
  - Plataleorhynchus
  - "Pterodactylus" longicollum